# MOYO
MOYO (вимовляється «Мойó») — український омніканальний (офлайн та онлайн) ритейлер техніки та електроніки, працює на українському ринку з 2009 року та входить у 7 найкращих представників галузі. 
Мережа магазинів MOYO має понад 90 магазинів в різних містах України та єдиний в Україні цілодобовий магазин-склад техніки та електроніки MOYO 24/7 в місті Київ.
MOYO продає тільки техніку, що офіційно сертифікована на територію України.

## Історія розвитку
Перший магазин MOYO.UA з'явився в кінці вересня 2009 року з відкриття магазина в Києві у ТРЦ «Аладін». До кінця 2011 запустилися магазини по всіх містах-мільйонниках України.
До повномасштабного вторгнення РФ в Україну мережа MOYO нараховувала понад 56 магазинів у 29 містах України.
У 2013 році запрацював інтернет-магазин moyo.ua та контакт-центр.
У 2014 році відбулося перше значне розширення асортименту MOYO: з’явилися окремі категорії товарів для дому, саду, автомобілістів та товари для дітей.
У 2015-2016 роках ритейлер експериментує з новими форматами й відкриває магазини MOYO MINI та MOYO ONLINE.
У 2017 році запустили програму лояльності MOYO CLUB, яка у 2022 році налічувала 1,8 млн користувачів.
У 2018 відкрився новий формат концептуальних магазинів MOYO зі специфічним оформленням та зонуванням, а також відкрився перший в Україні цілодобовий магазин-склад MOYO 24/7.
Перший генеральний менеджер компанії — Дмитро Басов. З 2017 року керівником призначено Андрія Барашенко. У серпні 2019 року новим генеральним директором MOYO став Валентин Івакін.
У 2021 році MOYO запровадив низку інновацій на ринку ритейлу:
• електронні чеки замість паперових на всі онлайн-замовлення;
• Apple Pay для оплат на сайті;
• оформлення кредиту онлайн без паперів за допомогою державного вебпорталу Дія;
• авіадоставлення замовлень день у день в Харків, Дніпро, Львів і Запоріжжя;
• власний NFT.
У 2021 році MOYO реалізовано проєкт trade-in — програму обміну старої техніки на нову.
У 2022 році компанія стала першим роботодавцем в українському ритейлі, який спростив процедуру оформлення нових співробітників і став приймати копії цифрових документів у застосунку Дія.

## MOYO Cyber Cup
У травні 2021 року проведено перший аматорський онлайн-кібертурнір MOYO Cyber Cup з комп’ютерної гри Counter-Strike.
13 і 14 листопада 2021 року відбувся другий MOYO Cyber Cup з дисципліни Dota 2, який увійшов до Книги рекордів України як наймасштабніший аматорський онлайн-кібертурнір, організований ритейлером. За даними Національного реєстру рекордів, за кубок від MOYO та призовий фонд у 150 000 грн змагалися 1676 гравців.

## Корпоративно-соціальна відповідальність
У 2020 році MOYO долучився до інформаційної підтримки проєкту фонду Happy Paw до Всесвітнього дня захисту тварин «Шукай свого в притулках».
У 2021 році MOYO виступив партнером Національного онлайн-етапу Еко-Техно Україна міжнародного конкурсу ISEF (International Science & Engineering Fair) і долучився до проєкту Міністерства цифрової трансформації України з популяризації цифрової грамотності населення.

## Відзнаки
Компанія та її провідні фахівці неодноразово отримували нагороди від партнерів та бізнес-асоціацій:
• Лауреат «Загальнонаціональної програми Людина року - 2010» в номінації «Торгівельна марка року»;
• Ukrainian IT-Channel Award 2012, призер у номінації «Роздрібна компанія»;
• Best CIO 2016 в категорії «Роздрібна торгівля» (ІТ-директор MOYO Павло Берьозін);
• Магазин тижня та номінант премії Retail Design Awards 2017 (магазин MOYO Kids на вул. Жилянській в Києві);
• Реєстр надійних та інвестиційно привабливих підприємств України 2019 за результатами експертного аналізу;
• «Українська народна премія 2021» в номінації «Мережа магазинів техніки №1 в Україні»;
• «Підприємство 2021 року»;
• «Народний бренд-2021» у номінації «Магазин гаджетів та побутової техніки у м. Чернігів»;
• Retail Design Awards 2021, фіналіст у номінації «OmniМагазин/Точка видачі» (магазин MOYO 24/7 в Києві);
• Національний реєстр рекордів, «Найбільша кількість геймерів у Всеукраїнському аматорському кібертурнірі, організованому ритейлером».

## Цікаві факти
19 листопада мережа MOYO першою в Україні розпочала видачу передзамовлень ігрових консолей PlayStation 5, які щойно з’явилися на ринку.

## Логотипи

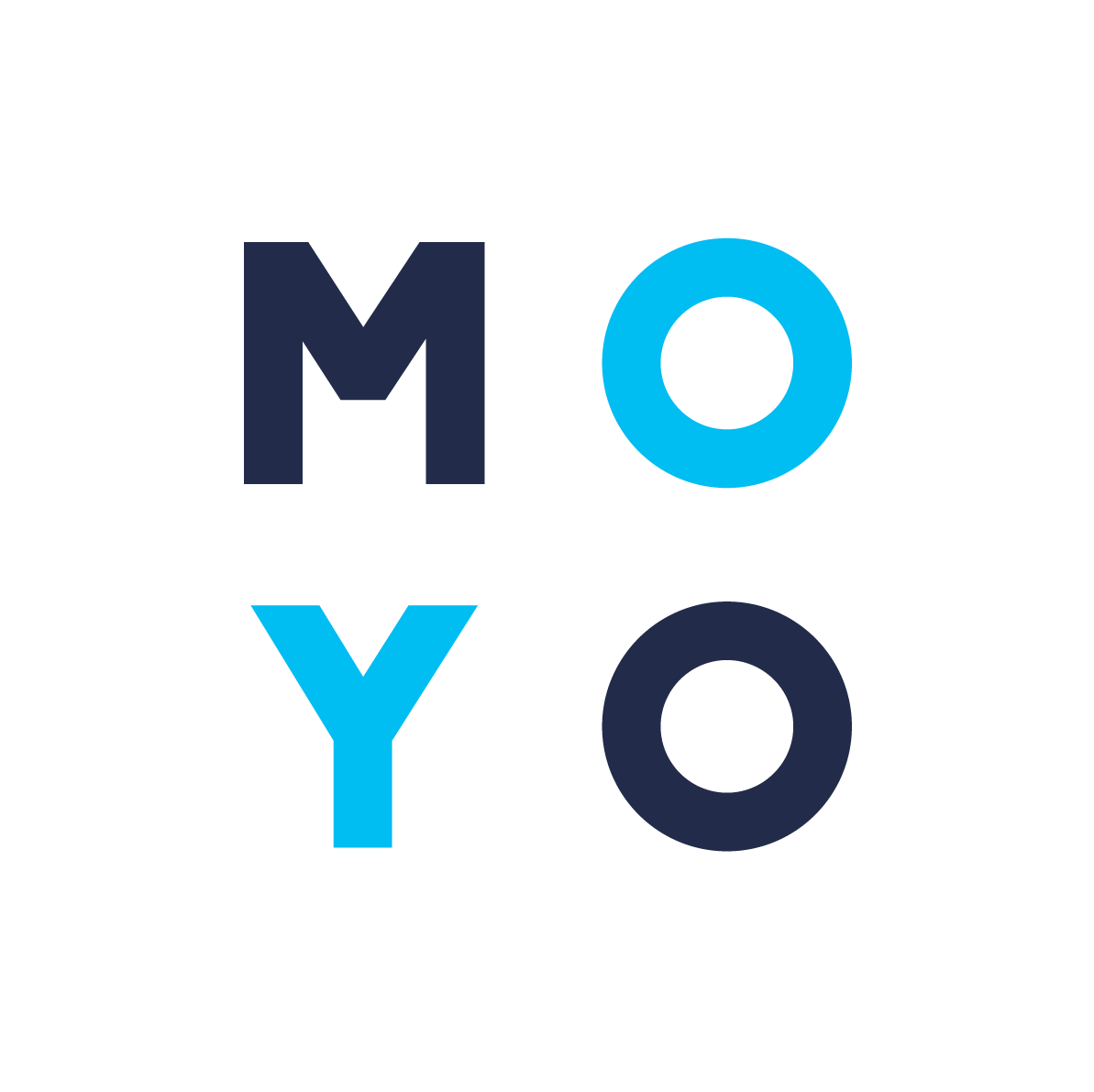
Логотип Moyo 2018 року